# Hanna Dmytrenko
Hanna Borysiwna Dmytrenko (ukr. Ганна Борисівна Дмитренко, ros. Анна Борисовна Дмитренко, Anna Borysowna Dmitrienko; ur. 4 kwietnia 1960 w Zaporożu) – ukraińska florecistka reprezentująca ZSRR, złota medalistka mistrzostw świata.
W 1977 roku wywalczyła srebrny medal w turnieju indywidualnym na mistrzostwach świata juniorów.
Podczas mistrzostw świata w Melbourne w 1979 roku reprezentantki ZSRR w składzie: Jelena Nowikowa-Biełowa, Walentina Sidorowa, Irina Uszakowa, Naila Gilazowa i Hanna Dmytrenko wywalczyły złoty medal w turnieju drużynowym. Był to jedyny medal wywalczony przez Dmytrenko w zawodach tego cyklu.
Nigdy nie wzięła udziału w igrzyskach olimpijskich.
Po zakończeniu kariery została trenerem. Mieszka w Kijowie.